# 粽巴箬竹
粽巴箬竹（学名：Indocalamus herklotsii）为禾本科箬竹属下的一个种。

## 扩展阅读
- 維基物種上的相關：粽巴箬竹